# Contra III: The Alien Wars
Contra III: The Alien Wars es el nombre del tercer juego de la serie Contra de Konami. Fue lanzado el 28 de febrero en Japón y en abril de 1992 en Norteamérica, para la Super Nintendo Entertainment System. Este juego es, según algunos fanes de Contra y de la consola SNES, el mejor de la saga; aunque tal distinción está disputada por Contra: Hard Corps de Sega Genesis/Megadrive. En Europa se conoce este juego como Super Probotector mientras que en Japón, como Contra Spirits.

## Historia
La historia del juego sucede dos años tras los eventos ocurridos en Super Contra en el año 2636, donde los aliens de los juegos previos relanzan una ofensiva a gran escala contra la tierra. Bill Rizer y Lance Bean del equipo Contra llegan a la Neo Ciudad devastada para detener la invasión. 

## Niveles
El juego está compuesto por seis niveles, cada uno de los que termina en un jefe de fases. Además, en cada nivel hay varios subjefes, distribuido a lo largo del mismo, que debes vencer para que puedas avanzar: las etapas son las siguientes:
Suelo Cero: En las calles atestadas de Neo Ciudad, debes remover varios subjefes como tanques o torres armadas y después al jefe final: una tortuga alienígena (Taka).
Derribando la Autopista: Allí debes derrumbar los objetivos para poder avanzar. A diferencia de las demás etapas, aquí no hay subjefes, solo el jefe final: un tanque gigante (Araña Bosco).
Neo Fábrica de Acero Kobe: En una zona industrial más difícil que en los Niveles 1 y 2, tienes que vencer una máquina voladora con un taladro (Caminadora de Paredes de Triple Transformación), que vuelve en forma de máquina escaladora cuando la derrotas por primera vez, una nave con apariencia de un ovni (Base Garth), dos robots avanzados (Kenny 1 y 2) y finalmente, un alienígena de esqueleto: el Gran Fuzz.
Guerreros de Carretera: Allí viajas en una moto aérea y debes vencer a los enemigos entre el movimiento, remover una máquina con tentáculos, montarse en un helicóptero aliado, quitar un sujeto (Ninja Cohete Sasaki), viajar en un misil supersónico y finalmente, usando misiles enormes como transporte para derrotar una nave colosal: el Acorazado Anti-Contra Dodriguez.
Anidando en las Arenas: Así como con el Nivel 2, como aquí luchas con vista aérea, debes quitar 5 objetivos de alienígenas hormigueros distribuidos en el mapa para ir adonde esta el jefe: Anthell, un alienígena con tentáculos capaz de mover la arena.
No Tierra del Hombre: El último nivel del juego, ubicado en una guarida alienígena mucho más desafiante; allí debes vencer a muchos subjefes: una cabeza alienígena (Java), el Rey Gomeramos, la Bestia de Sombras Kimkoh, el Alienígena Metálico y finalmente, en caso de que consigas llegar, enfrentas a Gava, el principal villano que tiene dos brazos alienígenas con bocas, agujas e incluso rayos láseres y fuego: en caso de que le derribes (después de hacerle suficiente daño), el alienígena se transforma en Searle (un cerebro mutante con múltiples ataques para vencerte) y en caso de que demuelas el alienígena otra vez, subes al helicóptero aparecido en el Nivel 4 (Guerreros de Carretera), pero el cerebro se cubre solo en una coraza viviente orgánica (con su fase Six Men Feromedos) y te hace cacería en tu huida, en un intento final de vencerte; para ganar el juego, debes vencerle y conseguir huir con el resto de los supervivientes.

## Curiosidades
En la versión estadounidense, varía con respecto a la historia oficial japonesa y los personajes protagonistas pasan a llamarse Jimbo y Sully, descendientes directos de Bill Rizer y Lance Bean, y en la versión europea se mantienen los personajes robóticos llamados Probotectores (RD-006 y RCO-11).

## Versiones caseras

### Game Boy
En 1994, fue lanzada una versión para la portátil Game Boy, bajo el nombre de Contra: Guerras del Alienígena , en Norteamérica (omitiendo el número III, en el título del juego); como Contra Spirits en Japón, y como Probotector 2 en Europa y Australia. Desarrollada por Factor 5. Allí, la estructura de los niveles había sido modificada, la mayoría de los jefes han desaparecido y el Nivel 4, existente en el juego original (el nivel Batalla Aérea), ha sido corregido. Incluye la habilidad de bombardeo, para compensar la ausencia de la rotación; además, se incluyeron claves de niveles. Allí ya no puedes tener dos armas juntas sino almacenarlas, y también puedes usar bombas (presionando el botón Select). Todas las armas del juego original para SNES están disponibles aquí, menos el Láser. También está disponible una paleta personalizada Super Game Boy, que tiene colores y efectos de sonido mejorados.

### Game Boy Advance
Konami lanzó una segunda versión portátil del juego en el 2002 para la Game Boy Advance, titulada Contra Advance: Guerras del Alienígena EX, lanzada en el Japón como Contra: Hard Spirits (魂斗羅 ハードスピリッツ?).  A diferencia del juego original de Super Nintendo y del Game Boy , Contra Advance fue lanzado en Europa y Australia bajo el nombre de Contra, dejando de lado el título de Probotector. Tampoco en esta versión, los enemigos fueron reemplazados por robots. Se realizaron cambios en muchas de las características del juego original. Las bombas y la habilidad de tener dos armas fueron corregidas como la Game Boy Advance no tiene los botones Y y X, pero allí ya puedes seleccionar el objetivo enemigo de tu personaje como en el videojuego Contra: Shattered Soldier (que te permite mover adonde sea, mientras disparas en otra dirección) y tienes la opción de volver a coger el arma que habías tomado primero. Las etapas con vista superior (tipo mapa), en el nivel 2 y 5 del juego original, fueron reemplazados por dos de ellas pertenecientes a Contra: Hard Corps, más específicamente, Tren Militar y Gran Batalla).